# Давлетова, Камиля Жаудатовна
Камиля Жаудатовна Давлетова (род. 21 октября 1962, Ильич, Чимкентская область) — российский политический деятель, депутат Государственной думы четвёртого созыва.

## Трудовая деятельность
- 1979—1984 — студентка Башкирского государственного университета;
- 1996—1997 — начальник Управления по делам молодежи администрации г. Уфы;
- 1997—1998 — председатель Государственного комитета РБ по делам молодежи;
- 1998—2000 — начальник Управления по делам молодежи при Кабинете Министров РБ;
- 2000—2003 — председатель Государственного комитета РБ по молодёжной политике;
- 2003—2007 — депутат Государственной Думы Федерального Собрания Российской Федерации четвёртого созыва;
- 2008—2010 — заместитель министра культуры и национальной политики РБ;
- 2010—2011 — первый заместитель министра молодёжной политики и спорта Республики Башкортостан;
- 2011 — первый заместитель министра, и. о. министра культуры Республики Башкортостан.
- С 2014 — заместитель министра образования Республики Башкортостан

## Звания, награды
Почетное звание «Заслуженный работник народного образования Республики Башкортостан», 2002 г.
Нагрудный знак «Почетный работник сферы молодёжной политики» Министерства образования Российской Федерации, 2002 г.
Медаль «За заслуги в проведении Всероссийской переписи населения», 2003 г.
Благодарность Председателя Государственной Думы Федерального Собрания Российской Федерации, 2006 г.
Медаль ордена «За заслуги перед Отечеством II степени», 2007 г.